# コンサート・フォー・ダイアナ
『コンサート・フォー・ダイアナ』（Concert for Diana）は、2007年7月1日にイングランド・ロンドンのウェンブリー・スタジアムで行われた、ダイアナ元皇太子妃の生誕46周年と没後10年を記念して行われた追悼コンサートである。ダイアナの遺児であるウィリアム、ヘンリー両王子が企画、主催した。
このコンサートの入場券は発売後17分で完売し、世界140カ国、約5億人が視聴した。63,000人の観衆を動員し、エルトン・ジョンやデュラン・デュランなど生前ダイアナ元皇太子妃と親交のあったアーティストが出演。このコンサートによる収益は全て、慈善団体へ寄付された。

## 出演アーティスト
- エルトン・ジョン
- デュラン・デュラン
- ジェームズ・モリソン
- リリー・アレン
- ファーギー
- フィーリング
- ファレル・ウィリアムス
- ネリー・ファータド
- イングリッシュ・ナショナル・バレエ団
- ステイタス・クォー
- ジョス・ストーン
- ロジャー・ホジソン
- オーソン
- トム・ジョーンズ
- ジョー・ペリー
- ウィル・ヤング
- ナターシャ・ベディングフィールド
- ブライアン・フェリー
- アナスタシア
- コニー・フィッシャー
- アンドレア・ロス
- アンドレア・ボチェッリ
- ジョシュ・グローバン
- サラ・ブライトマン
- ダニー・オズモンド
- ジェイソン・ドノヴァン
- リー・ミード
- ロッド・スチュワート
- カニエ・ウェスト
- ショーン・コムズ
- テイク・ザット
- リッキー・ジャーヴェイス
- マッケンジー・クルック

## 放送
- イギリス：BBC One、BBC HD、BBCラジオ2（BBC）
- アメリカ：MHD、VH1（ともに生中継）、NBC（ハイライトとして放送）
- カナダ：CTV
- 日本：WOWOW（生中継）